# Нижнетерянский сельсовет
Нижнетерянский сельсовет — сельское поселение в Богучанском районе Красноярского края.
Выделен в 1989 году из Манзенского сельсовета.
Административный центр — посёлок Нижнетерянск.

## Население
| 2010 | 2012 | 2013 | 2014 | 2015 | 2016 | 2017 |
| ---- | ---- | ---- | ---- | ---- | ---- | ---- |
| 547  | ↘540 | ↘531 | ↘518 | ↘508 | ↘504 | ↘480 |

## Состав сельского поселения
| № | Населённый пункт | Тип населённого пункта          | Население |
| - | ---------------- | ------------------------------- | --------- |
| 1 | Нижнетерянск     | посёлок, административный центр | ↘480      |